# Turbostaat

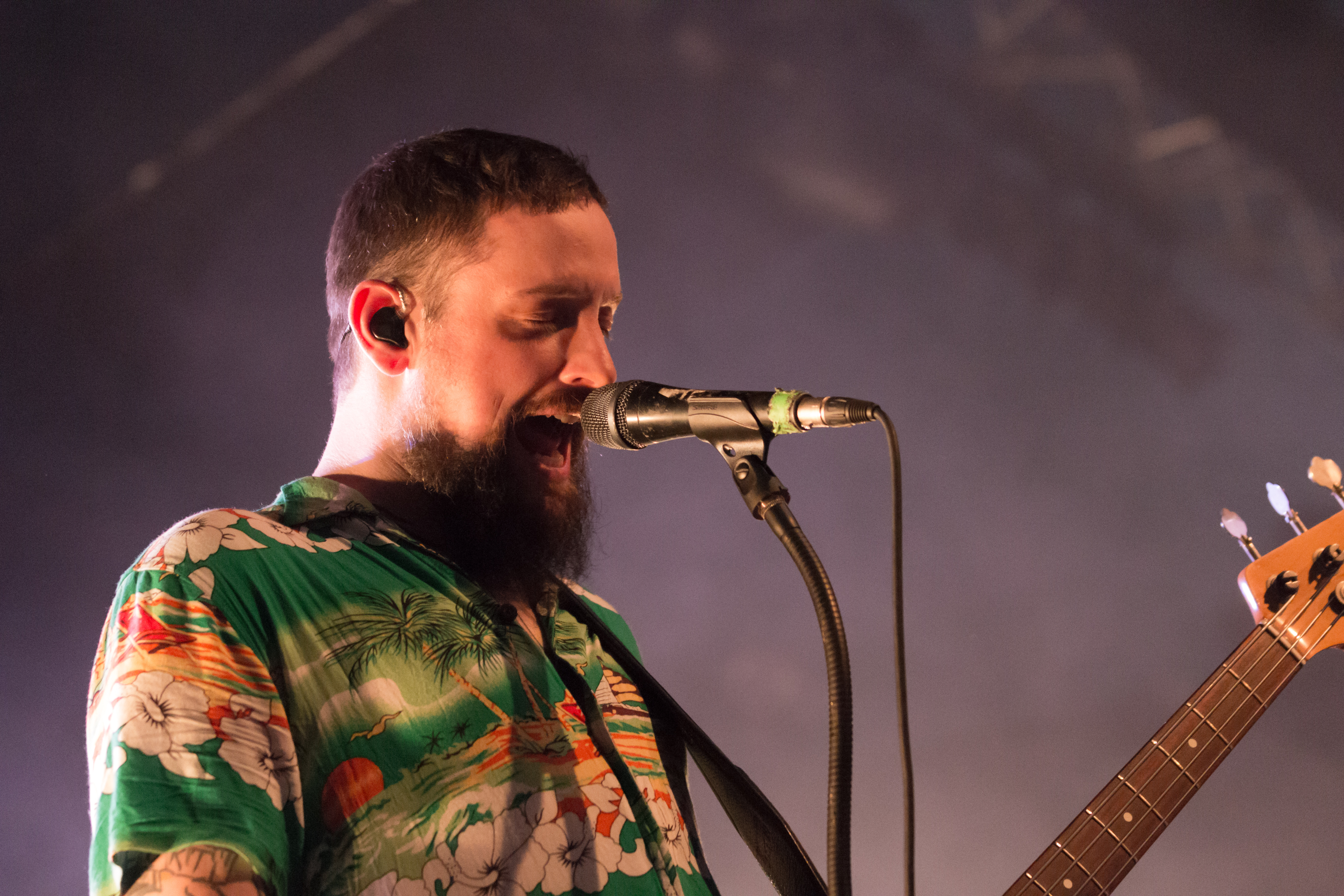
El bajista Tobert Knopp en el Zelt-Musik-Festival 2015 en Friburgo.

Turbostaat es una banda alemana de punk rock, creada en Husum en 1999 y después establecida en Flensburg, ambas en el norte de Alemania.

## Discografía

### Álbumes
- 2001: Flamingo
- 2003: Schwan
- 2007: Vormann Leiss
- 2010: Das Island Manöver
- 2013: Stadt der Angst
- 2016: Abalonia

### Sencillos
- 2006: "Haubentaucherwelpen / Pingpongpunk"
- 2007: "Harm Rochel"
- 2007: "Haubentaucherwelpen"
- 2008: "Insel"
- 2008: "Vormann Leiss"
- 2010: "Pennen bei Glufke"
- 2010: "Urlaub auf Fuhferden"
- 2011: "FünfWürstchenGriff"
- 2013: "Tut es doch weh"
- 2015: "Abalonia"

### Posicionamiento
| 2007                                                                        | Vormann Leiss - Lanzamiento: 17 de agosto de 2007 - Discográfica: Same Same But Different | 61 |
| 2010                                                                        | Das Island-Manöver - Lanzamiento: 9 de abril de 2010 - Discográfica: Warner Bros. Records | 31 |
| 2013                                                                        | Stadt der Angst - Lanzamiento: 5 de abril de 2013 - Discográfica: Clouds Hill             | 17 |
| «—» indica que el álbum no fue lanzado o no se posicionó en ese territorio. |                                                                                           |    |